# Microchelifer minusculoides
Microchelifer minusculoides är en spindeldjursart som först beskrevs av Edvard Ellingsen 1912.  Microchelifer minusculoides ingår i släktet Microchelifer och familjen tvåögonklokrypare. Inga underarter finns listade i Catalogue of Life.